# Verbascum suworowianum
Verbascum suworowianum là một loài thực vật có hoa trong họ Huyền sâm. Loài này được Kuntze miêu tả khoa học đầu tiên.